# Shahrestān di Bandar-e-Abbas
Lo shahrestān di Bandar-e-Abbas (farsi شهرستان بندرعباس) è uno dei 13 shahrestān della provincia di Hormozgan, il capoluogo è Bandar-e 'Abbas. Lo shahrestān è suddiviso in 4 circoscrizioni (bakhsh): 
- Centrale (بخش مرکزی)
- Fin (بخش فین), con la città di Fin.
- Qal'eh-ye Qazi (بخش قلعه قاضی)
- Takht (بخش تخت)